# Saint-Gildas
Saint-Gildas (bret. Sant-Weltaz) – miejscowość i gmina we Francji, w regionie Bretania, w departamencie Côtes-d’Armor. Nazwa miejscowości pochodzi od imienia św. Gildasa.
Według danych na rok 1990 gminę zamieszkiwało 277 osób, a gęstość zaludnienia wynosiła 18 osób/km² (wśród 1269 gmin Bretanii Saint-Gildas plasuje się na 955. miejscu pod względem liczby ludności, natomiast pod względem powierzchni na miejscu 649.).